# Chris Maitland
Chris Maitland (Cambridge, 13 maggio 1964) è un batterista britannico.
Ex batterista dei Porcupine Tree, ha collaborato con questa band inglese dal 1993 al 2002, anno in cui, durante le prove per la registrazione dell'album In absentia, decise di lasciare il gruppo per motivi personali. È stato sostituito da un altro batterista inglese, Gavin Harrison.

## Discografia

### Con i Porcupine Tree
- 1995 – The Sky Moves Sideways
- 1996 – Signify
- 1997 – Coma Divine - Recorded Live in Rome (live)
- 1999 – Stupid Dream
- 2000 – Lightbulb Sun
- 2001 – Recordings (raccolta)
- 2001 – Metanoia
- 2002 – Stars Die: The Delerium Years 1991-1997 (raccolta)
- 2005 – Warszawa (live)

### Con i Kino
- 2005 – Picture

### Con i Guilt Machine
- 2009 – On This Perfect Day

### Con i Nosound
- 2012 – At the Pier (EP)
- 2013 – Afterthoughts

### Altre apparizioni
- 1993 – No Man – Flowermouth
- 1994 – Richard Barbieri e Tim Bowness – Flame
- 1997 – Mark Rattray and Maggie Moone – Musical Magic
- 1998 – I.E.M. – I.E.M.
- 2000 – I.E.M. – Arcadia Son
- 2004 – Blackfield – Blackfield